# Federico I di Schwarzenburg
Federico I di Schwarzenburg, in lingua tedesca Friedrich I. von Schwarzenburg (1075 circa – Rocca di Wolkenburg, 5 ottobre 1131), è stato un arcivescovo cattolico tedesco.

## Biografia
Era figlio del conte Bertoldo I di Schwarzenburg e della di lui consorte Richardis di Spanheim, figlia del margravio Enghelberto I. Studiò a Bamberga e poi in Francia. Fu canonico a Bamberga ed a Spira. Nel 1100 venne nominato arcivescovo di Colonia dall'imperatore Enrico IV. Nel medesimo anno venne iniziata, dietro sua disposizione, la costruzione della Rocca di Volmarstein.
Nel 1102 acquistò dai conti di Werl le località di Hachen (presso Sundern) e di Werl. Inoltre il conte Federico di Arnsberg, dopo la conquista della città di Arnsberg, dovette rinunciare a metà della sua contea a favore dell'arcidiocesi di Colonia, cosicché Federico incrementò considerevolmente l'influenza di Colonia sulla Vestfalia.
Nel 1106 passò dalla parte dell'imperatore Enrico V, il che lo mise in conflitto con Roma. Nel 1112 consacrò vescovo il futuro santo Norberto di Prémontré.
Passato dalla parte del papa, nel corso della lotta per le investiture, nel 1114 sconfisse le truppe imperiali ad Andernach. Federico protesse la parte meridionale della diocesi di Colonia con l'erezione di numerose fortificazioni: nel 1118 terminò quella della Rocca di Wolkenburg, sui Siebengebirge, nel 1122 fu la volta della Rocca di Rolandseck, sulla riva opposta del Reno, nel territorio comunale dell'attuale Remagen; gli è stata attribuita anche la costruzione della Rocca di Drachenfelds, a Königswinter.
Nel 1122 venne chiamato in Italia come consulente per procedere alla stesura del Concordato di Worms.
Il 24 agosto del 1125, nella elezione dell'imperatore, espresse la sua preferenza per Lotario III, a scapito del duca di Svevia Federico II, dopo aver offerto la candidatura a Carlo I di Fiandra.
Morì nell'appena costruita rocca di Wolkenburg e la sua salma venne inumata nell'Abbazia di Michaelsberg a Siegburg.